# Leptophyes
Leptophyes is een geslacht van rechtvleugeligen uit de familie sabelsprinkhanen (Tettigoniidae). De wetenschappelijke naam van dit geslacht is voor het eerst geldig gepubliceerd in 1853 door Franz Xaver Fieber.

## Soorten
Het geslacht Leptophyes omvat de volgende soorten:
- Leptophyes albovittata (Kollar, 1833) - Oostelijke struiksprinkhaan
- Leptophyes angusticauda Brunner von Wattenwyl, 1891
- Leptophyes asamo Pavićević & Ivković, 2014
- Leptophyes axeli Willemse, Odé & Tilmans, 2022
- Leptophyes bolivari (Kirby, 1906)
- Leptophyes boscii Fieber, 1853
- Leptophyes calabra Kleukers, Odé & Fontana, 2010
- Leptophyes discoidalis (Frivaldsky, 1867)
- Leptophyes festae Giglio-Tos, 1893
- Leptophyes helleri Sevgili, 2004
- Leptophyes intermedia Ingrisch & Pavicevic, 2010
- Leptophyes iranica (Ramme, 1939)
- Leptophyes karanae Naskrecki & Ünal, 1995
- Leptophyes laticauda (Frivaldsky, 1867) - Zuidelijke struiksprinkhaan[1]
- Leptophyes lisae Heller & Willemse, 1989
- Leptophyes nigrovittata Uvarov, 1921
- Leptophyes peneri Harz, 1970
- Leptophyes punctatissima (Bosc, 1792) - Struiksprinkhaan
- Leptophyes purpureopunctatus Garai, 2002
- Leptophyes sicula Kleukers, Odé & Fontana, 2010
- Leptophyes trivittata Bey-Bienko, 1950